# Équipe de Taipei chinois de rugby à XV
L'équipe de Taipei chinois de rugby à XV (chinois traditionnel : 中華台北橄欖球代表隊 ; pinyin : Zhōnghuá táiběi gǎnlǎnqiú dàibiǎo duì), connue jusque dans les années 1990 en tant qu'équipe de république de Chine de rugby à XV, est l'équipe qui représente Taïwan dans les principales compétitions internationales de rugby à XV. Elle participe entre autres au Championnat d'Asie de rugby à XV.
L'équipe de Taipei chinois est classée à la 65e place du classement World Rugby du 1er août 2022.

## Historique
Dans les années 1990, l'équipe nationale connue jusqu'ici en tant que république de Chine, est à partir de là désignée en tant que Taipei chinois.
L'équipe nationale a fini première du 2e tour du tournoi qualificatif pour la Coupe du monde 1999 de la zone Asie, en battant le Sri Lanka et la Malaisie. Lors du 3e tour, elle est éliminée par Hong Kong.
Pour le tournoi qualificatif de 2003, le Taipei chinois avance jusqu'au 2e tour et rencontre Hong Kong et la Chine. Sortant de cette poule à la 1re place, ils sont confrontés au Japon et à la Corée du Sud, qui les sortiront de ce tournoi. C'est à cette occasion que l'équipe nationale connaîtra la plus grande défaite de son histoire, s'inclinant 155 à 3 contre l'équipe japonaise.
Lors de l'édition 2007, le 1er tour n'est même pas franchi, les Taïwanais finissant derrière la Chine et le Golfe persique.
La dernière édition 2011 voit sa formule modifiée : le 3e tour des qualifications est substitué par la première division (Top 5) du Tournoi des Cinq Nations. Le Taipei chinois échoue de peu à l'accession au Top 5, laissant l'opportunité à la sélection du Golfe persique. Elle accède finalement à la Division 1 en 2012.
L'équipe est par la suite reléguée dans la hiérarchie du tournoi. En 2018, elle évolue en division 2, soit le troisième niveau continental. Au terme de la compétition jouée cette année-là en Thaïlande, Taïwan est promue en division 1.

## Palmarès
- Coupe du monde
  - 1987 : non invitée
  - 1991 : non qualifiée
  - 1995 : non qualifiée
  - 1999 : non qualifiée
  - 2003 : non qualifiée
  - 2007 : non qualifiée
  - 2011 : non qualifiée
  - 2015 : non qualifiée
  - 2019 : non qualifiée
  - 2023 : non qualifiée

- Jeux asiatiques
  - 1998 : Médaille de bronze
  - 2002 : Médaille de bronze

## Joueurs emblématiques
- Ke Zhi-zhang
- Chae Wei-che[5]
- Chang Chyi-ming[5]
- Tseng Chi-ming[5]
- Kuo Wen-chin